# Državni inštitut za umetnost v Ufi
Državni inštitut za umetnost Zagir Ismagilov v Ufi (baškirsko Заһир Исмәғилев исемендәге Өфө дәүләт сәнғәт институты) je ena vodilnih akademskih institucij v Rusiji. Hkrati je to edinstvena izobraževalna ustanova v Baškortostanu, ki izobražuje na področju glasbe, gledališča in umetnosti.
Državni umetniški inštitut v Ufi obsega štiri fakultete in 21 oddelkov, kjer učitelji šolajo študente v 33 programih. Izobraževanje študentov se izvaja z rednim in izrednim programom, tako na brezplačni kot na komercialni osnovi.

## Zgodovina
Inštitut je bil kot podružnica Državnega glasbeno-pedagoškega inštituta Gnesins odprt leta 1968. Danes ima status državne institucije Ministrstva za kulturo Ruske federacije.

## Pomembni alumni
- Ildar Abdrazakov, operni pevec
- Askar Abdrazakov, solist Marijinskega gledališča (Sankt Peterburg)
- Aigul Akhmetšina, solistka kraljeve opere Covent Garden (London)[3]
- Alfija Karimova, vodilna solistka Nursultanske opere (Kazahstan)

## Galerija
- Nekdanja zgradba plemiškega zbora Ufe (zgrajena v letih 1844-1856). Zdaj je rektorat Inštituta.
- Rotonda pred inštitutom. Tu je nastopal Fjodor Šaljapin